# Krzyż w koronie

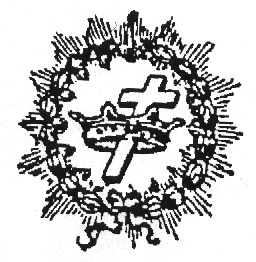
Krzyż w koronie

Krzyż w koronie, krzyż Badaczy Pisma Świętego lub krzyż badacki – godło ruchu Badaczy Pisma Świętego i jego założyciela – pastora Charlesa Taze Russella. Jego symbolika nawiązuje do wyniesienia Jezusa Chrystusa na pozycję królewską. Po raz pierwszy pojawił się na stronie tytułowej „Strażnicy” w styczniu 1891 roku.
1 stycznia 1895 roku symbolowi dodano wiązkę zieleni, która utworzyła charakterystyczny wieniec. Symbol ten jest w dalszym ciągu używany przez odłamy Badaczy Pisma Świętego powstałe po śmierci Charlesa T. Russella jako ich logo (m.in. Zrzeszenie Wolnych Badaczy Pisma Świętego i Świecki Ruch Misyjny „Epifania”) w odróżnieniu od Świadków Jehowy. Symbol ten jest często używany podczas programów konwencji organizowanych przez ugrupowania badackie oraz w nagłówkach ich pism, jednak nie powinien być uważany za przedmiot religijnej czci.
Znak ten stanowi symboliczne godło, w którym korona przedstawia obiecaną w Piśmie Świętym nagrodę, a krzyż, niejako spojony z koroną, jest symbolem cierpień, które przechodzi każdy ubiegający się o koronę. Wieniec zaś jest symbolem zwycięstwa w cierpieniach.
U Świadków Jehowy ten symbol religijny widniał na tytułowej stronie „Strażnicy” do wydania z dnia 1 października 1931 roku włącznie, a znaczek krzyża w koronie przypięty do klapy marynarki do 1928 roku  wyróżniał członków tej społeczności religijnej. Na zgromadzeniu w roku 1928 w Detroit wykazano, że noszenie tego symbolu jest wręcz niewłaściwe. W roku 1933 stwierdzono, że posługiwanie się nim to bałwochwalstwo, a w roku 1934, że krzyż ma pochodzenie pogańskie. W 1936 roku Świadkowie Jehowy przyjęli pogląd, że Jezus poniósł śmierć na palu (gr. σταυρός), a nie na krzyżu.